# أوتو بيك (سياسي)
أوتو بيك (بالألمانية: Otto Beck)‏ هو سياسي ألماني، ولد في 19 مايو 1846 في كراوتهايم في ألمانيا، وتوفي في 30 مارس 1908 في مانهايم في ألمانيا. انتخب عمدة.